# Miss São Paulo 2017
Miss São Paulo 2017 foi a 62ª edição do tradicional concurso de beleza feminina do Estado, válido para o Miss Brasil 2017, único caminho para o Miss Universo. O evento é produzido pela Floresta Produções sob direção de Karina Ades e supervisão da BE Emotion, marca de cosméticos da Polishop, empresa detentora da etapa nacional. O concurso foi transmitido para todo o Brasil pela Rede Bandeirantes. Sabrina de Paiva, detentora do título do ano passado, coroou a mineira Karen Porfiro, de São Paulo, como sua sucessora ao título no final do certame. O evento foi apresentado novamente pelo ator Cássio Reis 1 com a ajuda das últimas cinco (5) misses do Estado de São Paulo, e teve como foco principal, o tema "empoderamento feminino".

## Resultados

### Colocações
A vencedora do desafio Be Emotion ganha o direito de repescagem. Os jurados da bancada decidem se ela volta ou não para a disputa, caso ela volte o Top aumentará para 13 semifinalistas. Caso a candidata vencedora já estiver entre as classificadas, o concurso permanecerá com o Top 12.

Uma candidata é eleita pelo público. O público pôde votar pelo site a partir do dia 20. Caso a candidata eleita pelo voto popular não esteja entre as escolhidas pelo júri técnico, aquela que tiver a menor pontuação cai para a entrada da candidata com o maior número de votos pela internet e twitter.

| Posição                 | Município e Candidata |
| Miss São Paulo 2017     | - São Paulo - Karen Porfiro |
| 2º. Lugar               | - Laranjal Paulista - Bruna Zanardo                                                                                                |
| 3º. Lugar               | - Jales - Iamonike Helena |
| (TOP 05) Finalistas     | - São Sebastião - Isabela Burgui - Tatuí - Isabela Cetraro                                                                         |
| (TOP 08) Semifinalistas | - Itirapina - Marjorie Rossi - Limeira - Giovana Camolezzi - São Caetano do Sul - Stefany Salles                                   |
| (TOP 12) Semifinalistas | - Águas de Lindóia - Brena Mosna - Jaú - Luísa Caleffi - Ribeirão Preto - Marcela Araki - São José dos Campos - Stephanie Pröglhöf |

### Prêmios especiais
Os prêmios distribuídos pelo concurso neste ano:
| Prêmio               | Município e Candidata                      |
| Miss BE Emotion 1    | - São José dos Campos - Stephanie Pröglhöf |
| Miss Voto Popular    | - São Paulo - Karen Porfiro                |
| Desafio Customização | - Limeira - Giovana Camolezzi              |

1. Eleita pelo beauty stylist Saulo Fonsêca.

### Prêmio extra-oficial

#### A preferida do EGO
Trata-se geralmente de enquetes independentes realizadas durante o concurso que expressam a opinião pública, porém sem nenhuma relação com a organização do Miss São Paulo.

- Votação aberta pelo portal EGO, da Globo:[6]

| Colocação | Candidata                                  |
| 1         | - São Sebastião - Isabela Burgui           |
| 2         | - São Paulo - Karen Porfírio               |
| 3         | - São José dos Campos - Stephanie Pröglhöf |

### Ordem dos anúncios
| 1. São Sebastião 2. Ribeirão Preto 3. Jaú 4. Águas de Lindóia 5. Itirapina 6. Tatuí 7. São José dos Campos 8. São Caetano do Sul 9. Jales 10. Limeira 11. Laranjal Paulista 12. São Paulo | 1. Tatuí 2. Jales 3. Limeira 4. Laranjal Paulista 5. São Caetano do Sul 6. Itirapina 7. São Paulo 8. São Sebastião | 1. Laranjal Paulista 2. São Paulo 3. Jales 4. Tatuí 5. São Sebastião | 1. Jales 2. São Paulo 3. Laranjal Paulista |

## Jurados

### Técnicos
Ajudaram a escolher o Top 12:
1. David Pollak, personal stylist;

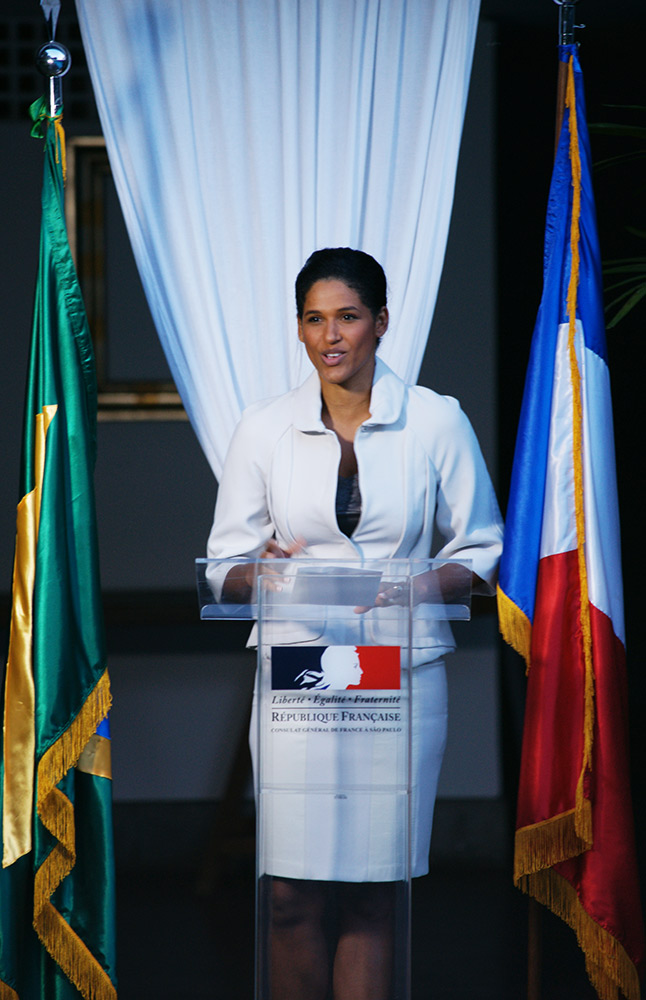
A ex-consulesa da França no Brasil, Alexandra Loras foi jurada durante a final da competição.

2. Camila Lima, editora de moda da revista Marie Claire;
3. Adriana Bechara, diretora de moda da revista Glamour;

### Final
Ajudaram a escolher a vencedora:
1. Walério Araújo, estilista;
2. Marcos Proença, hair stylist;
3. Alexandra Loras, ex-consulesa da França;
4. Astrid Fontenelle, jornalista e apresentadora;
5. Alberto Hiar, empresário e dono da Cavalera;
6. Camila Lima, editora de moda da revista Marie Claire;
7. Pathy Dejesus, atriz e apresentadora;
8. Kadu Dantas, digital influencer;
9. Samuel Cirnansck, estilista;
10. Danilo Borges, fotógrafo.

## Programação musical
Músicas que foram tocadas durante as etapas do concurso:
- Abertura: Farofei de Karol Conka por DJ Boss in Drama (Ao vivo) - Coreografia por Paula Bonadio & Ballet.
- Desfile de Maiô: Set Fire to the Rain de Adele por Cristopher Clark (Ao vivo).
- Desfile de Biquíni: Quem Sabe sou Eu de IZA (Ao vivo).
- Desfile de Gala: Daddy Lessons de Beyoncé.
- Final Look: Te Pegar de IZA (Ao vivo).
- Despedida: Girl on Fire de Alicia Keys.

## Candidatas
As candidatas ao título deste ano:

### Oficiais
| - Águas de Lindóia - Brena Mosna - Bauru - Eloísa Andrade - Guarulhos - Nayara Uritan - Itapetininga - Letícia Lobo - Itirapina - Marjorie Rossi - Jaboticabal - Natália Corrêa - Jacareí - Jéssica Andras - Jaú - Luísa Caleffi - Jales - Iamonike Helena - Laranjal Paulista - Bruna Zanardo | - Limeira - Giovana Camolezzi - Mongaguá - Raquel Janofsky - Pindamonhangaba - Núbia Gouvêa - São Paulo - Karen Porfiro - Ribeirão Preto - Marcela Araki - São Caetano do Sul - Stefany Salles - São José dos Campos - Stephanie Pröglhöf - São Sebastião - Isabela Burgui - Sumaré - Isabelle Brenelli - Tatuí - Isabela Cetraro |

## Empoderamento feminino
Com uma temática nova, o concurso estadual apresentou mudanças na dinâmica das provas, desafios e na grande final. De acordo com a diretora do projeto Karina Ades, as mudanças foram incorporadas ao concurso para que as candidatas pudessem mostrar ainda mais sua atitude durante a disputa.
| “ | Temos um poder fundamental no empoderamento das mulheres, na medida em que damos voz a elas, reforçando e valorizando as características femininas. Transformando a Miss em uma influenciadora, uma representante da sociedade. | ” |

Com isso, o concurso ganhou disputas, que avaliam o desempenho com a moda, mas que também evidenciaram a personalidade e a vivência de cada uma. O público conheceu mulheres de diversas belezas, mas que principalmente são repletas de personalidade, com histórias de vida interessantes. Em entrevista ao portal da Band, Karina ainda ponderou:
| “ | Nosso show vai falar, sobretudo do poder da mulher, que luta pelos seus direitos, valoriza seus atributos, pede respeito ao mundo sem guerrear contra os homens, mas entendendo que essa igualdade pode construir um mundo melhor. | ” |

## Seletiva
Abaixo encontram-se 76 candidatas:
| - Águas de Lindóia - Brena Mosna - Americana - Natasha Bankoff - Américo Brasiliense - Rafaela Martins - Araraquara - Francielle Roquetti - Araras - Micaela Souza - Artur Nogueira - Natália Pabliane - Arujá - Carolina Guedes - Avanhandava - Cíntia Caetano - Avaré - Letícia Teodoro - Barueri - Ariane Carvalho - Bauru - Eloísa Andrade - Bastos - Isabela Silva - Bebedouro - Lorayne Lomes - Botucatu - Laísa Moretti - Bragança Paulista - Aline Mugnaini - Bueno de Andrada - Graziela Evaristo - Caconde - Beatriz Zimermman - Cajamar - Priscila Bellinazzi - Campinas - Katerine Rahal - Campo Limpo - Daiane Devecchi - Cravinhos - Letícia Jábali - Descalvado - Larissa Minetto - Diadema - Thaís Alves - Divinolândia - Franciane Lopes - Dourado - Stheice Moura | - Guaíra - Karina Ferreira - Guariba - Alessandra Araújo - Guarulhos - Nayara Uritan - Indaiatuba - Letícia Barbosa - Itapetininga - Letícia Lobo - Itapira - Stephanie Grao - Itirapina - Marjorie Rossi - Jaboticabal - Natália Corrêa - Jacareí - Jéssica Andras - Jales - Iamonike Helena - Jarinu - Monique Prates - Jaú - Luísa Caleffi - Jundiaí - Patrícia Tomim - Laranjal Paulista - Bruna Zanardo - Limeira - Giovana Camolezzi - Mairiporã - Beatriz Hutter - Marília - Nayra Neri - Mauá - Isabelle Garcia - Mococa - Jéssica Vilas Boas - Mongaguá - Raquel Janofsky - Morada do Sol - Ingrid Lucena - Pedreira - Franciele Olivato - Pindamonhangaba - Núbia Gouvêa - Porto Feliz - Bianca Cossare | - Presidente Prudente - Andressa Betini - Ribeirão Bonito - Gabrielli Fernandes - Ribeirão Pires - Thais Carrilho - Ribeirão Preto - Marcela Araki - Rio Claro - Thaís Luana - Santa Bárbara d'Oeste - Caroline Boian - Santa Rosa de Viterbo - Natália Capeletti - Santana de Parnaíba - Carolina Miarelli - Santo André - Marcela Kubitschek - São Bernardo - Nathália Bittencourt - São Caetano do Sul - Stefany Salles - São Carlos - Renata Zucoloto - São João da Boa Vista - Carolina Corbelli - São Joaquim da Barra - Dantieli Inhani - São José dos Campos - Stephanie Pröglhöf - São Paulo - Karen Porfiro - São Sebastião - Isabela Burgui - São Vicente - Marcella Azevêdo - Socorro - Caroline Soriano - Sumaré - Isabelle Brenelli - Taquaritinga - Bárbara Galati - Tatuí - Isabela Cetraro - Valinhos - Natália Lopes - Várzea Paulista - Talita Hogüen |

## Histórico
Candidatas em outros concursos:
| Miss Terra Minas Gerais - 2012: São Paulo - Karen Porfiro (Top 15) - (Representando o Município de Timóteo) Miss Minas Gerais - 2014: São Paulo - Karen Porfiro (Vencedora) - (Representando o Município de Timóteo) - 2014: Pindamonhangaba - Núbia Gouvêa (5º. Lugar) - (Representando o Município de Poços de Caldas) Miss São Paulo - 2014: Itirapina - Marjorie Rossi (4º. Lugar) - (Representando o Município de Marília) - 2015: Laranjal Paulista - Bruna Zanardo (Top 10) - (Representando o Município de Piracicaba) - 2015: São Caetano do Sul - Stefany Salles (Top 10) - (Representando o Município de Santo André) Miss São Paulo Juvenil - 2014: Pedreira - Franciele Olivato (Vencedora) - (Representando o Município Pedreira) Miss Brasil - 2014: São Paulo - Karen Porfiro - (Representando o Estado de Minas Gerais em Fortaleza, Ceará) Miss Brasil Supranacional - 2014: Bragança Paulista - Aline Mugnaini - (Representando o Estado do Piauí em São Paulo, São Paulo) | Miss Mundo Brasil - 2013: Ribeirão Preto - Marcela Araki - (Representando o município de Ilhabela em Mangaratiba, Rio de Janeiro) - 2015: Itirapina - Marjorie Rossi (6º. Lugar) - (Representando o São Paulo Capital em Florianópolis, Santa Catarina) Miss Brasil Intercontinental - 2016: Laranjal Paulista - Bruna Zanardo (Top 10) - (Representando o Estado do Amapá em Itu, São Paulo) - 2016: São Caetano do Sul - Flávia Polido (Top 15) - (Representando o Estado de Sergipe em São Paulo, São Paulo) Miss Terra - 2016: Laranjal Paulista - Bruna Zanardo (4º. Lugar) - (Representando o Brasil em Manila, nas Filipinas) Rainha Mundial da Banana - 2015: Pedreira - Franciele Olivato (6º. Lugar) - (Representando o Brasil em Machala, no Equador) Menina Fantástica - 2011: Bragança Paulista - Aline Mugnaini (Finalista Estadual) - (Representando indiretamente o município de Limeira) |